# Dobrodružství Barona Prášila
Dobrodružství Barona Prášila (v anglickém originále The Adventures of Baron Munchausen) je britský dobrodružný film z roku 1988. Režisérem filmu je Terry Gilliam. Hlavní role ve filmu ztvárnili John Neville, Sarah Polley, Eric Idle, Jonathan Pryce a Oliver Reed.

## Ocenění
Film získal tři ceny BAFTA v kategoriích nejlepší kostýmy, masky a výprava, nominován byl v kategorii nejlepší speciální efekty. Ve stejných kategoriích byl nominován i na Oscary.

## Obsazení
| John Neville    | Baron Prášil     |
| Sarah Polley    | Sally Salt       |
| Eric Idle       | Berthold/Desmond |
| Jonathan Pryce  | Horatio Jackson  |
| Oliver Reed     | Vulcan           |
| Uma Thurman     | Venuše/Rose      |
| Bill Paterson   | Henry Salt       |
| Charles McKeown | Rupert/Adolphus  |
| Robin Williams  | král měsíce      |
| Sting           | úředník          |